# Chiesa di Santa Cristina in Pilli
La chiesa di Santa Cristina in Pilli si trova nel comune di Poggio a Caiano.

## Storia e descrizione
Documentata già nel secolo XI, la sua antichità non risulta evidente dall'aspetto attuale, con l'intonaco che nasconde il paramento murario, e il portico a tre arcate. Sul fianco destro è murato un architrave in arenaria con la data 1308. 
All'interno la chiesa denuncia le trasformazioni subite a partire dal secolo XVII fino al restauro neogotico degli inizi del Novecento. Un affresco tardo trecentesco, attribuito a Francesco di Michele, con la Madonna in trono tra i santi Bartolomeo e Cristina, è oggetto di particolare devozione. 
Da notare anche un assemblaggio, realizzato intorno al 1520, di elementi di un trittico trecentesco (Madonna col Bambino, Annunciazione e laterali) e di una tela con il Martirio di santa Cristina (1652) di Annibale Niccolai.